# 韋謝利諾沃

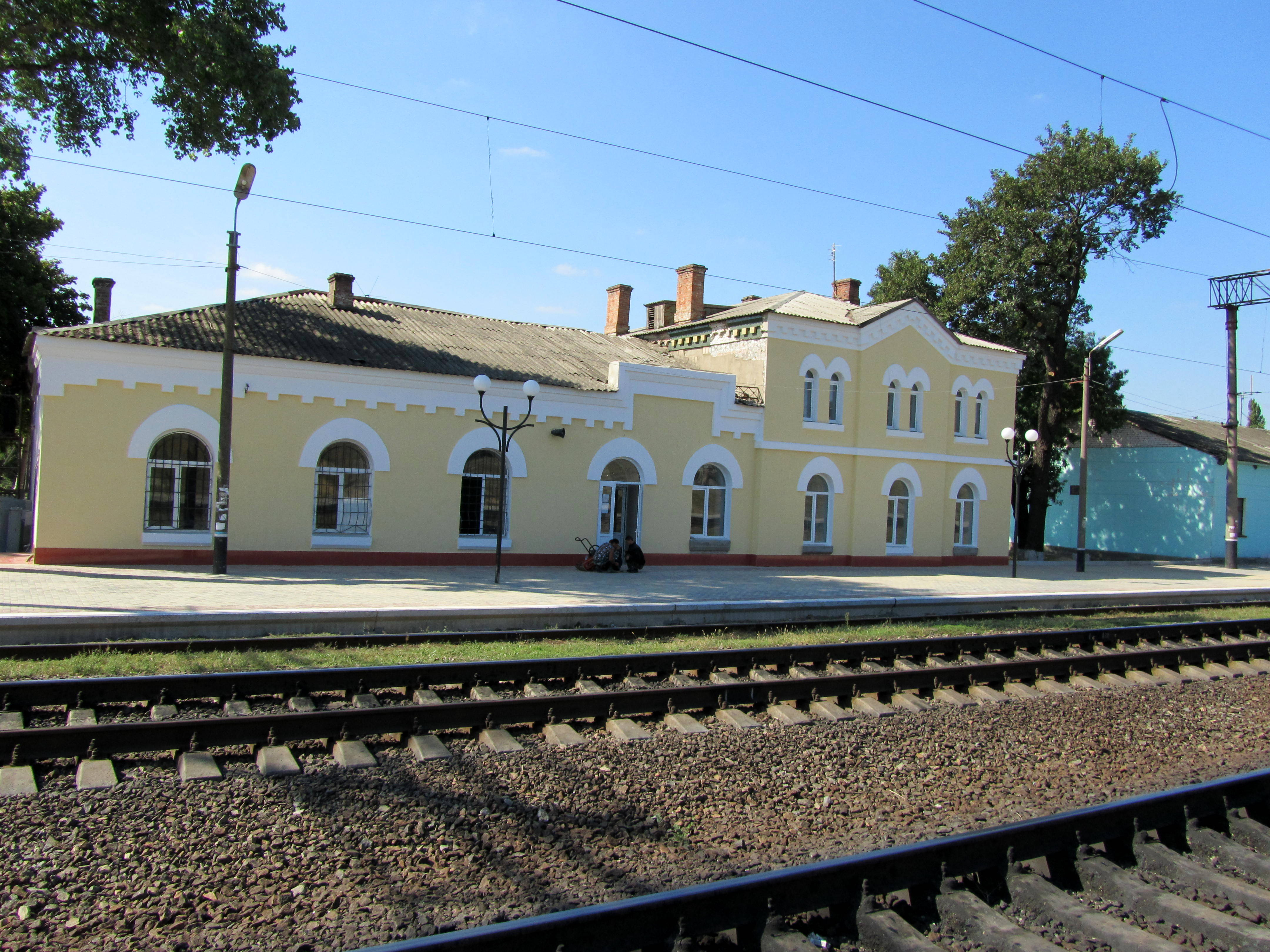
火车站

韦塞利诺韦（羅馬化：Veselynove），又按俄语名译为韦谢利诺沃，是烏克蘭南部尼古拉耶夫州沃兹涅先斯克区韦塞利诺韦市镇的镇及行政中心。始建於1790年，面積11.34平方公里，2011年人口6,238人，人口密度每平方公里550.1人。